# Дрон
Дрон (от думата на английски: drone – търтей, безделник) е безпилотен летателен апарат (БЛА). Според българския Закон за гражданското въздухоплаване „Безпилотно въздухоплавателно средство (дрон) е въздухоплавателно средство, което се управлява или е предназначено да се управлява самостоятелно или да бъде управлявано дистанционно, без на борда да има пилот“.
Претърпява развитие през последните десетилетия заради възможното му военно приложение  (като разновидност на военен робот) – разузнавателно, бойно и спасително други видове средство. В гражданската сфера е все още предмет главно на любителски интерес и фотография, но има опити и за комерсиално използване.
Апаратът може да бъде автономен когато е програмиран за изпълнение на конкретни задачи понякога дори (потенциално опасни за човек), но може да бъде и изцяло дистанционно управляван ръчно.
През 1933 година във Обединеното кралство е разработен първият БЛА за многократно използване Queen Bee въз основа на 3 стари биплана Fairy Queen, дистанционно управлявани по радио. Първите аварират, но последният е успешен. Тази радиоуправляема безпилотна мишена под наименованието DH82A Tiger Moth е използвана от кралските военноморски сили от 1934 до 1943 г.
Въоръжените сили на Съединените щати от 1940 година използват дистанционно пилотируемите летателни апарати (ДПЛА) Radioplane OQ-2 в качеството на самолет-мишена. През 1948 година там е създаден разузнавателният апарат AQM-34. През 1951 година е първият му полет безпилотникът е пуснат в масово производство.

Някои военни дронове, разработени или в процес на разработка, по страни:
- България – „Армстехно Дуло“;
- Великобритания – Taranis;
- Израел – A-10PCAS, Eitan, Harop;
- Индия – AURA, Rustom;
- Иран – Karrar, Ra'd, Shahed 129, Sofreh Mahi;
- Италия – Sky-X;
- Китай – WZ-2000;
- Пакистан – Burraq;
- Русия – „Скат“; Ка-37
- САЩ – Avenger, X-47A/B/C;
- Турция – Anka-TP / SIHA;
- ЮАР – Bateleur.

Има и съвместни разработки:
- Barracuda (Германия, Италия) и
- Dassault nEUROn (Гърция, Испания, Италия, Франция, Швеция).